# Décision 35
Pour les articles homonymes, voir D35.
Le Décision 35 (D35) est une série monotype de catamarans de sport de 35 pieds (10,81 mètres), dédiés aux régates sur le lac Léman (Suisse),, construits depuis l'année 2004.
Ces bateaux aux voiles sur-dimensionnés sont réalisés en Suisse par le chantier Décision à Écublens. Ces catamarans sont équipés d'une poutre longitudinale permettant d'améliorer la raideur du bateau.
Réalisés en carbone-Nomex, ces engins monotypes sont issus du catamaran « le Black » d'Alinghi, base d'étude de l'actuel Alinghi 5 qui a concouru contre le trimaran de l'équipe BMW Oracle Racing en février 2010 dans le cadre de la 33e Coupe de l'America.

## Données de base
- Longueur : 10,81 mètres
- Largeur : 7,10 mètres
- Mât : 21 mètres
- Poids : 1 250 kilogrammes
- Voilure : environ 210 m2
- Équipage : de 5 à 6 personnes pour les équipages masculins et 7 personnes pour les équipages exclusivement féminins